# Пјан дел’Изола
Пјан дел’Изола је насеље у Италији у округу Фиренца, региону Тоскана.
Према процени из 2011. у насељу је живело 25 становника. Насеље се налази на надморској висини од 110 м.